# Joshua Cinnamo
Joshua Cinnamo (San Diego, 18 febbraio 1981) è un atleta paralimpico statunitense specializzato nel getto del peso e lancio del disco e classificato F46 in quanto privo dalla nascita del braccio destro, sotto il gomito.

## Biografia
Nato senza la parte inferiore del braccio destro, ai tempi del college gioca a football americano. Nel 2014 viene introdotto all'atletica leggera e nel 2017 prende parte ai campionati mondiali paralimpici di Londra, dove si classifica quarto nel getto del peso F46 e decimo nel lancio del disco F46.
Nel 2019, dopo aver conquistato la medaglia d'oro nel getto del peso F46 ai Giochi parapanamericani di Lima, si laurea campione del mondo ai campionati mondiali paralimpici di Dubai, dove fa anche registrare il nuovo record mondiale paralimpico con 16,80 m.
Nel 2021 prende parte ai Giochi paralimpici di Tokyo, dove conquista la medaglia di bronzo nel getto del peso F46.

## Record nazionali
- Getto del peso F46: 16,80 m  ( Dubai, 15 novembre 2019)

## Palmarès
| Anno | Manifestazione          | Sede   | Evento               | Risultato | Prestazione | Note |
| ---- | ----------------------- | ------ | -------------------- | --------- | ----------- | ---- |
| 2017 | Mondiali paralimpici    | Londra | Getto del peso F46   | 4º        | 15,09 m     |      |
| 2017 | Mondiali paralimpici    | Londra | Lancio del disco F46 | 10º       | 39,33 m     |      |
| 2019 | Giochi parapanamericani | Lima   | Getto del peso F46   | Oro       | 16,49 m     |      |
| 2019 | Mondiali paralimpici    | Dubai  | Getto del peso F46   | Oro       | 16,80 m     |      |
| 2021 | Giochi paralimpici      | Tokyo  | Getto del peso F46   | Bronzo    | 15,90 m     |      |
| 2023 | Mondiali paralimpici    | Parigi | Getto del peso F46   | Argento   | 16,00 m     |      |